# Bonfim (Roraima)
Bonfim – miasto i gmina w Brazylii, w stanie Roraima. Znajduje się w mezoregionie Norte de Roraima i mikroregionie Nordeste de Roraima.